# Association française des victimes du terrorisme
L’Association française des victimes du terrorisme (AfVT) est une association loi de 1901, créée en février 2009, par Guillaume Denoix de Saint Marc et l'association des Familles du DC10 d'UTA, à la suite de l'attentat contre une colonie de vacances de Levallois-Perret en séjour au Caire. Son président est Pierre François Ikias. 
L’association a pour but d’aider les victimes d'attentats dans l'ensemble de leurs démarches (juridiques, judiciaires et administratives) ainsi que de leur apporter un réconfort et une écoute à travers divers programmes thérapeutiques uniques en leur genre.
L’association, à travers les différents partenariats noués avec certaines institutions et autres acteurs publics, est l’interlocutrice de différents ministères (Premier ministre, Intérieur, Justice, Armées, Affaires étrangères) et autres collectivités (départements, régions, villes). Elle est également soutenue notamment par la Commission européenne (DG JUST) et participe régulièrement à des séminaires organisés par les Nations unies. Par ailleurs, l’AfVT est membre du Réseau Européen des Associations de Victimes du Terrorisme et du Radicalisation Awareness Network (co-leader de RAN-VVT).
L'Association française des victimes du terrorisme est parrainée conjointement par l'ancien Premier ministre français Lionel Jospin et l'ancien Président du gouvernement espagnol José Maria Aznar.

## Création
Le 19 septembre 1989, le vol UT772, reliant Brazzaville à Paris via N'Djamena, explose au-dessus du désert du Ténéré, au cœur du Niger. Parmi les 170 passagers décédés dans l’explosion, figurait le père de Guillaume Denoix de Saint Marc, Jean-Henri, alors directeur du département « Afrique » de Total. L’enquête menée par le juge Jean-Louis Bruguière montrera rapidement que le crash a été provoqué par l’explosion d’une bombe placée dans la soute de l’appareil sur instigation de quatre hauts responsables des services secrets libyens dont l'ancien chef des services de renseignement de Mouammar Kadhafi, Abdallah al Senoussi. L’attentat du DC-10 d’UTA fait directement écho à l’explosion du vol 103 de la PanAm le 21 décembre 1988 au-dessus du village écossais de Lockerbie.
Entouré du collectif « Les familles du DC-10 UTA en colère » rassemblant nombreuses victimes de la catastrophe, Guillaume Denoix de Saint Marc consacrera plusieurs années à retrouver, un à un, les ayants droit des 170 victimes de l'avion détruit, l’objectif du collectif étant d’obtenir la reconnaissance officielle des autorités libyennes de leur responsabilité dans l’attentat ainsi qu’une indemnisation pour les ayants droit des victimes. Le collectif peine à obtenir le franc soutien des autorités françaises dans un contexte où le Quai d'Orsay tentait de renouer des relations diplomatiques avec la Libye afin de réintégrer ce pays au sein de la communauté internationale (les États-Unis, eux-mêmes, avaient levé l’embargo appliqué jusque-là en Libye après avoir obtenu l’indemnisation des victimes américaines pour l'attentat de Lockerbie).
En parallèle, l'action judiciaire se poursuivait, l'association d'aide aux victimes "SOS Attentats" ayant saisi la justice française pour que soit mise en cause la responsabilité du colonel Mouammar Kadhafi dans l'attentat du DC-10. À la suite de l’arrêt du 9 mars 2011 rendu par la 1re chambre civile de la Cour de cassation déboutant SOS Attentats de leur requête, l’affaire est portée devant la Cour européenne des droits de l’homme de Strasbourg qui confirme de nouveau l’immunité civile au chef de l’État libyen.   
Profitant de la venue d'une délégation officielle libyenne à Paris, Guillaume Denoix de Saint Marc parvient à entrer en contact avec l’un des fils du guide libyen, Saïf al-Islam Kadhafi, afin que des négociations puissent déboucher sur une reconnaissance officielle de la responsabilité libyenne et une véritable indemnisation en faveur de toutes les victimes de l’attentat contre le DC-10. En effet, jusqu’alors, la Libye n'avait accepté de réparer que les victimes de nationalité française. Après d’interminables négociations et tractations diplomatiques, le collectif des « familles du DC-10 en colère » parviendra en 2005, soit quinze années après l’attentat, à obtenir 1 million de dollars de réparation de la part de la Libye via la fondation Kadhafi. Encouragé par ce succès, le collectif « Les familles du DC-10 UTA en colère » entamera la création d’un mémorial en plein cœur du désert du Ténéré pour symboliser le souvenir de l’attentat du 19 septembre 1989.
En 2009, après de longues années au service des victimes du terrorisme, l’association SOS Attentats publie l’annonce de sa propre dissolution privant de facto les victimes du terrorisme de toute capacité d’action associative et de représentation collective. En même temps, le 22 février 2009, un attentat à la bombe visant un groupe d’adolescents français dans le vieux souk du Caire et tuant une jeune française de 17 ans venait rappeler que les groupes terroristes, organisés à l’échelle internationale, continueraient d’accroitre, inexorablement, le nombre de leurs victimes. Conscient que la cause des victimes du terrorisme devait être défendue par le biais d’une structure institutionnelle permanente, Guillaume Denoix de Saint Marc, aux côtés d'autres victimes du terrorisme, fonde l'Association française des victimes du terrorisme avec la vocation, d’une part, d'offrir une assistance juridique et psychologique aux victimes du terrorisme et, d’autre part, de susciter l’engagement citoyen de la société civile et des victimes elles-mêmes contre toute forme de radicalisation violente.  

## Missions d'assistance aux victimes
L'Association française des victimes du terrorisme fut créée afin de permettre aux personnes victimes d'attentats terroristes de bénéficier d'un soutien psychologique et juridique personnalisé en vue de répondre, d'une part, au traumatisme qu'elles auraient pu développer à la suite de l'agression dont elles ont été l'objet et, d'autre part, à prévenir les manifestations de victimisation secondaire (à savoir les conséquences négatives susceptibles de découler du traitement de la victime par les autorités).
En parallèle des missions d'assistance aux victimes, l'AfVT a progressivement développé et mis en place un ensemble de programmes visant à lutter contre le phénomène de radicalisation violente et le terrorisme. L'objectif est, également, de développer un réseau d'associations d'aide aux victimes du terrorisme et de faire relayer ses actions à l'échelle internationale, notamment au travers de la Fédération Internationale des Associations d'aide aux Victimes du Terrorisme (FIAVT).

### Assistance psychologique aux victimes
L'Association française des victimes du terrorisme s'est dotée d'une équipe de psychologues-cliniciens spécialisés dans le traitement des traumatismes post-attentats garantissant l'accès, pour les victimes, à un suivi individuel sur les moyens et longs termes. L'objectif est de prendre progressivement le relais des cellules médico-psychologiques d'urgence (CMPU) qui, conformément au dispositif ORSEC, sont mises en place par les services de l’État dès la survenance d'un attentat et pour une très courte durée afin de parer aux traumatismes psychologiques les plus urgents.
Venant en complément d'un suivi psychologique individuel, l’AfVT a créé des programmes privilégiant une thérapie par la mise en commun des expériences traumatiques grâce à l'utilisation de groupes de parole ou d'ateliers consacrés à l'art-thérapie (écriture, expression corporelle, musique…).

### Soutien juridique et administratif

#### Constitution de partie civile
Dotée d'un agrément d'intérêt général au service des victimes du terrorisme, l'AfVT a la faculté de se constituer partie civile dans toutes les affaires ayant trait aux infractions en relation avec une entreprise terroriste. Elle est particulièrement active dans les procès visant l'organisation terroriste basque, ETA. Quelques affaires notables dans lesquelles l'AfVT s'est constituée partie civile :
- affaire du City of Poros jugée en 2012 ;
- un des procès de Ilich Ramírez Sánchez dit « Carlos » dont le jugement est survenu en 2011 ;
- affaire relative à l'attentat contre le café Argana, sur la place Jemaa el-Fna de Marrakech en 2011 ;
- procès contre le groupuscule islamiste Forsane Alizza ayant débouché sur la condamnation de son fondateur, Mohamed Achamlane, à une peine d'emprisonnement[8] ;
- procès des attentats de janvier 2015 ;
- procès des attentats du 13 novembre 2015 ;
- procès de l'attentat du 14 juillet 2016 à Nice.